# Hagfors kyrkogård
Hagfors kyrkogård är en begravningsplats i Hagfors i Värmlands län. Begravningsplatsen anlades 1907. Trots benämningen kyrkogård ligger begravningsplatsen inte i anslutning till Hagfors kyrka och är därmed inte en kyrkogård i egentlig mening. Monica Zetterlund är gravsatt på Hagfors kyrkogård.

## Historik
Hagfors kapellförsamling bildades 1907 genom en utbrytning från Norra Råda församling. Marken för den ursprungliga begravningsplatsen skänktes av Uddeholmsbolaget och iordningställdes av församlingen. Invigningen ägde rum den 6 juni 1909. Utökningar har genomförts i omgångar 1932, 1947, 1973, 1997 och 2005 på skogsmark i anslutning till det senare inrättade naturreservatet Mana-Örbäcken. De 1947, 1973 och 1997 tillagda områdena utformades efter förslag av trädgårdsarkitekten Samuel Kaldén från Karlstad. Den senaste utökningen ägde rum 2005 och utformades av Monica Sandberg med utgångspunkt från Kaldéns idéer. De äldsta delarna av kyrkogården har parkkaraktär, medan skogen har behållits på de nyare delarna. Klockstapeln uppfördes 1977. En askgravlund anlades 2010–2011.

## Begravningskapell
På kyrkogården finns två kapell, benämnda gamla kapellet och Skogskapellet, varav det nyare Skogskapellet används för begravningsgudstjänster. Skogskapellet anlades 1939.

## Bildgalleri

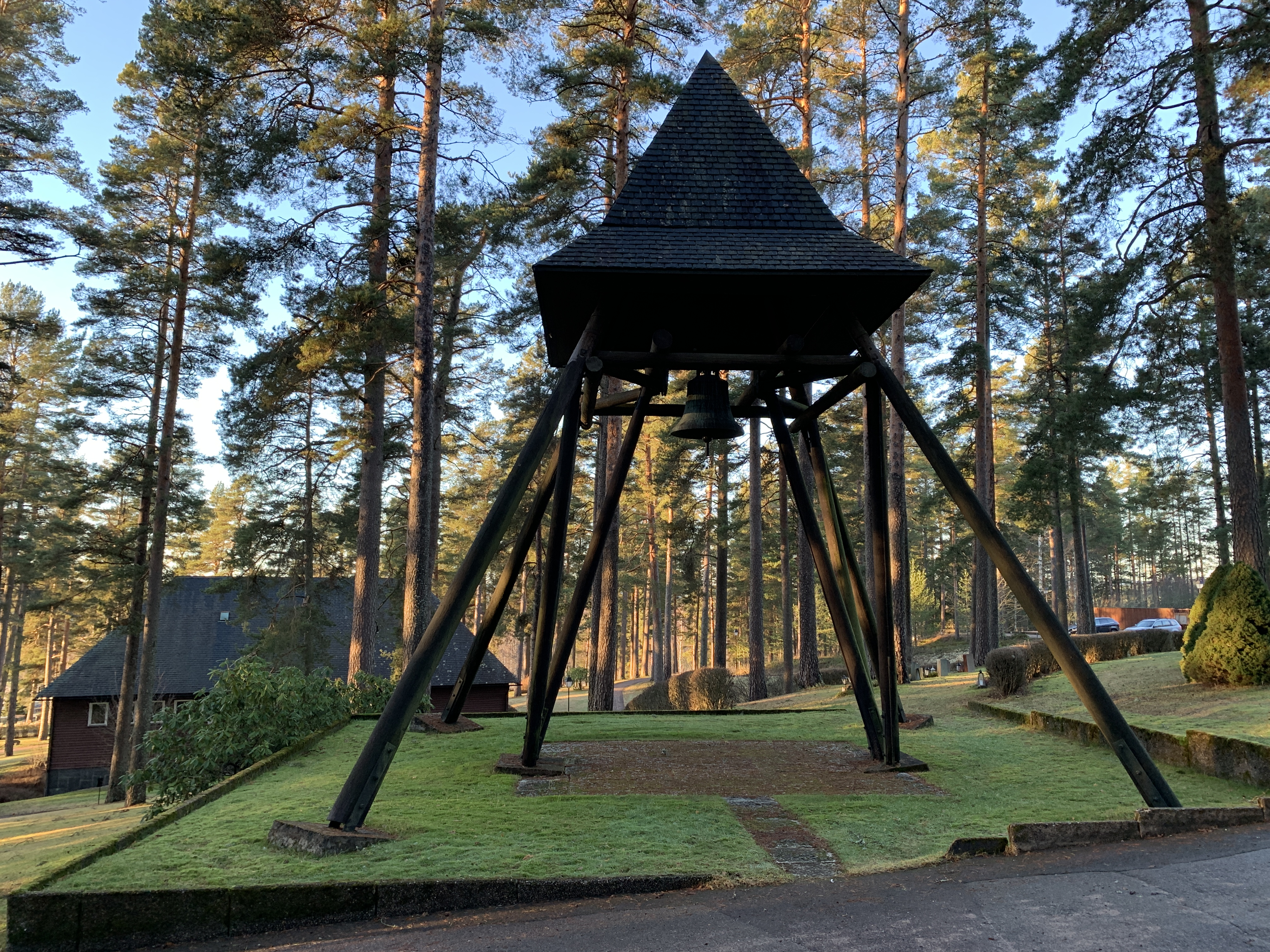
Klockstapeln med Skogskapellet i bakgrunden.
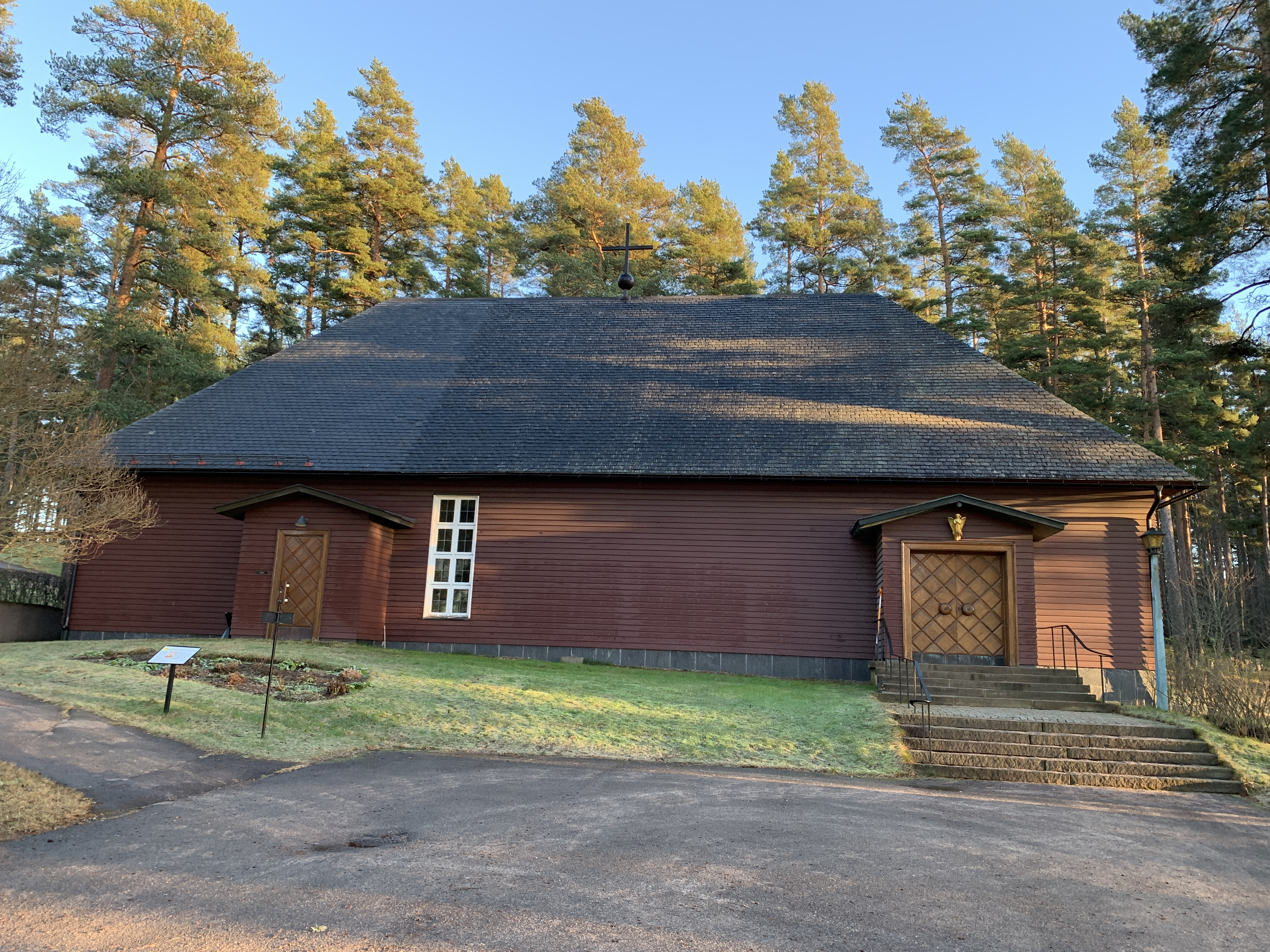
Skogskapellet.